# Крихубер, Йозеф
Йозеф Крихубер (Кригубер, нем. Josef Kriehuber; 14 декабря 1800, 14 декабря 1801 или 15 декабря 1800, Вена[…] — 30 мая 1876[…] или 30 марта 1876, Вена) — австрийский художник. Отец портретиста Фридриха Крихубера.

## Биография
Йозеф Крихубер родился в декабре 1800/1 года в городе Вене; с тринадцатилетнего возраста занимался в классе рисунка Венской Академии художеств.
В 1818—1821 годах служил учителем рисования у польских князей Сангушко. Затем вернулся в Вену, где с 1826 года начал работать в сравнительно новой технике литографии. В скором времени Крихубер стал самым популярным и высокооплачиваемым портретистом австрийской столицы.
С 1860 года член Венской Академии изящных искусств.
Йозеф Крихубер умер 30 мая (или марта) 1876 года в родном городе.

## Творчество
Ему принадлежит около 3000 литографических портретов, в том числе императора Франца I Австрийского, Меттерниха, Йозефа Радецкого, композиторов и музыкантов Франца Шуберта, Роберта Шумана, Ференца Листа, Никколо Паганини, Иоганна Нестроя, Франца Грильпарцера и многих других знаменитостей.
Писал также маслом и акварелью, работал в технике рисунка.
Работы художника хранятся в Галерее Альбертина и Австрийской национальной библиотеке.
- Анри Вьетан
- Гаэтано Доницетти
- Иоганн Штраус
- Христиан Аппель
- Элизабет Кобервейн
- Август Фёрстер
- Женни Бюрде-Ней
- Петер Йозеф фон Линдпайнтнер